# 周春桃
周 春桃（しゅう しゅんとう、1106年 - ?）は、北宋の徽宗の妃嬪。

## 生涯
才人の位を授けられた。
靖康の変後、金に連行され、金軍の多くの兵士に凌辱されて妊娠した。金に到着後は、妊婦だったためか、連行途中で出産した小王婕妤や他の4人の強姦されて妊娠した妃嬪と一緒に、昏徳公（徽宗）のもとに帰された。翌年（金の天会6年、1128年）の春に出産した。

## 伝記資料
- 『靖康稗史箋證』